# Guatteria metensis
Guatteria metensis este o specie de plante angiosperme din genul Guatteria, familia Annonaceae, descrisă de Robert Elias Fries. Conform Catalogue of Life specia Guatteria metensis nu are subspecii cunoscute.